# 4923 Clarke
A 4923 Clarke (ideiglenes jelöléssel 1981 EO27) a Naprendszer kisbolygóövében található aszteroida. Schelte J. Bus fedezte fel 1981. március 2-án. Az égitestet a neves író, Arthur C. Clarke tiszteletére nevezték el.